# سام دیویس (بازیکن فوتبال، زاده۱۸۷۰)
سام دیویس (انگلیسی: Sam Davies؛ 1870 – ۱۹۱۳ (۴۲−۴۳ سال)) بازیکن فوتبال بود.
از باشگاه‌هایی که در آن بازی کرده‌است می‌توان به باشگاه فوتبال بری اشاره کرد.